# 瀬上祐輝
瀬上 祐輝（せのうえ ゆうき、1997年5月23日 - ）は、日本の元子役である。アクティブハカタに所属していた。

## 出演

### 映画
- 島田洋七の佐賀のがばいばあちゃん（2009年4月11日、島田洋七監督）昭広（小学生時代） 役

### テレビドラマ
- 母さんへ（2009年、NHK福岡放送局製作）健太 役

### 舞台
- こりゃもてんばい〜SWEET MEMORIES〜（2025年5月13日 - 18日〈予定〉、ぽんプラザホール）[1]